# Densipora corrugata
Densipora corrugata is een mosdiertjessoort uit de familie van de Densiporidae. De wetenschappelijke naam van de soort is voor het eerst geldig gepubliceerd in 1881 door MacGillivray.